# Skinnsjön (Söderbärke socken, Dalarna)
Skinnsjön är en sjö i Smedjebackens kommun i Dalarna och ingår i Norrströms huvudavrinningsområde.